# Cape Naturaliste
Cape Naturaliste – przylądek w południowo-zachodniej części Australii Zachodniej na zachodnim krańcu Zatoki Geografa. W 1903 roku zbudowano tu latarnię Cape Naturaliste.

## Nazwa
Wyprawa na której czele stanął komandor Nicolas Baudin uzyskała wsparcie samego Napoleona. Na dwóch korwetach, które wypłynęły z Hawru 19 października 1800 roku znalazło się aż 22 naukowców. Wyprawa miała zbadać ziemie Australii nazywanej wtedy Nową Holandią i Tasmanii noszącej nazwę Ziemia van Diemena. 30 maja 1801 roku wyprawa wylądowała w obecnej Zatoce Geografa. Sama zatoka swoją nazwę zawdzięcza okrętowi flagowemu wyprawy, który nosił nazwę Géographe. Przylądek nazwano po drugim statku ekspedycji Naturaliste. Efektem tej francuskiej wyprawy jest nadanie około 300 francuskich nazw. 

## Budowa latarni
Cape Naturaliste jest najbardziej wysuniętym na północ punktem Leeuwin-Naturaliste Park i oddziela Zatokę Geografa od Oceanu Indyjskiego. Zanim w 1903 roku zbudowano na nim latarnię, z powodu silnych prądów i niebezpiecznych raf zatonęło tu około 12 statków. Były to między innymi: Governor Endicott (1840), Halycon (1844), Geffrard (1875), Ella Gladstone(1878), Mary (1879), Day Dawn (1886), Dato (1893), Electra (1904). 